# Philibert de Jumièges
Pour les articles homonymes, voir Saint-Philibert.
Saint Philibert (ou Filibert ou Philbert) de Jumièges, né vers 616 à Elusa, aujourd'hui Eauze dans le Gers et mort le 20 août 684 à Noirmoutier, est un moine et un abbé franc du VIIe siècle. Il a fondé principalement les monastères de Jumièges et de Noirmoutier. Ses reliques sont translatées au IXe siècle à Tournus où il devient l'objet d'une grande vénération.
Sa fête est célébrée le 20 août.

## Biographie
Philibert est un aristocrate mérovingien, fils unique de Filibaud, premier magistrat de Vicus Julii, aujourd'hui Aire-sur-l'Adour dans le département des Landes, qui en devient l'évêque après la mort de sa femme. Philibert vient au monde dans l'ancienne ville d'Eauze, en Vasconie, vers l'an 616 et est élevé à Vic-Fezensac par ses parents. Plus tard, d'excellents maîtres l'instruisent aux sciences et le forment à toutes les disciplines nécessaires. Il acquiert ainsi les connaissances utiles pour la formation de ses qualités d'homme, pour le développement de son esprit et de ses valeurs spirituelles. Dès que Philibert est assez mûr pour faire son entrée dans le monde, son père, en grande recommandation auprès du roi Dagobert Ier, lui ménage une place à la cour, où il fait la connaissance de saint Ouen et gagne son estime.

### Abbaye de Rebais
Insatisfait par la vie futile qu'il mène à la cour, il forme, à l'âge de vingt ans, le dessein de consacrer sa vie à Dieu en devenant moine. Après l'approbation du roi, dont le consentement est nécessaire, il vend tous ses biens et en distribue le prix aux pauvres et aux monastères. Il choisit de s'installer au monastère de Rebais, nouvellement fondé dans le diocèse de Meaux dans la Brie, moins à cause des grands biens qu'il y a donnés, mais parce qu'il connait son abbé saint Agile et que son ami saint Ouen en est le fondateur. Quatorze ans après son arrivée, à la mort d’Agile en 650, il est choisi comme abbé, vers l’âge de 35 ans. Des désaccords internes surviennent quant à la pratique plus ou moins rigoureuse de la règle de saint Colomban.

### Abbaye de Jumièges
Il décide alors d'entreprendre un long voyage d'étude l'amenant dans différents monastères en France, en Suisse et dans le nord de l'Italie, notamment à Bobbio, où saint Colomban finit sa vie. Il compare les règles de saint Basile, saint Macaire, saint Benoît et saint Colomban. Il souhaite mettre en œuvre sa propre conception de l'idéal monastique, soutenu par la reine Bathilde. Elle obtient du roi Clovis II de lui attribuer des terres fertiles près de Rouen. L'abbaye de Jumièges est fondée en 654, il en est le premier abbé. Majoritairement influencé par la règle de saint Colomban déjà en vigueur à Luxeuil, il impose une discipline plutôt  austère : jeûnes, veilles, peut-être même flagellations. La légende, rapportée à partir du XIIe – XIIIe siècle, voudrait qu'il ait recueilli les énervés de Jumièges dans l'abbaye qu'il venait à peine de fonder. Avec plusieurs centaines de moines, il y pratique l'accueil des pauvres, des pèlerins et l'affranchissement des captifs de la Bretagne insulaire, sort que la jeune reine Bathilde a partagé. Lieu spirituel d'importance, Jumièges devient un site réputé, plusieurs notables et abbés viennent consulter Philibert dont la réputation s'accompagne de miracles. Vers 660, il fonde également un monastère de moniales, l'abbaye de Pavilly, à une vingtaine de kilomètres de Jumièges. À la fin de sa vie, quand après son exil il revient à Jumièges, il est à l'origine d'une autre fondation féminine vers 683, selon la règle bénédictine, celle du monastère de Montivilliers près du Havre.

### Abbaye de Noirmoutier

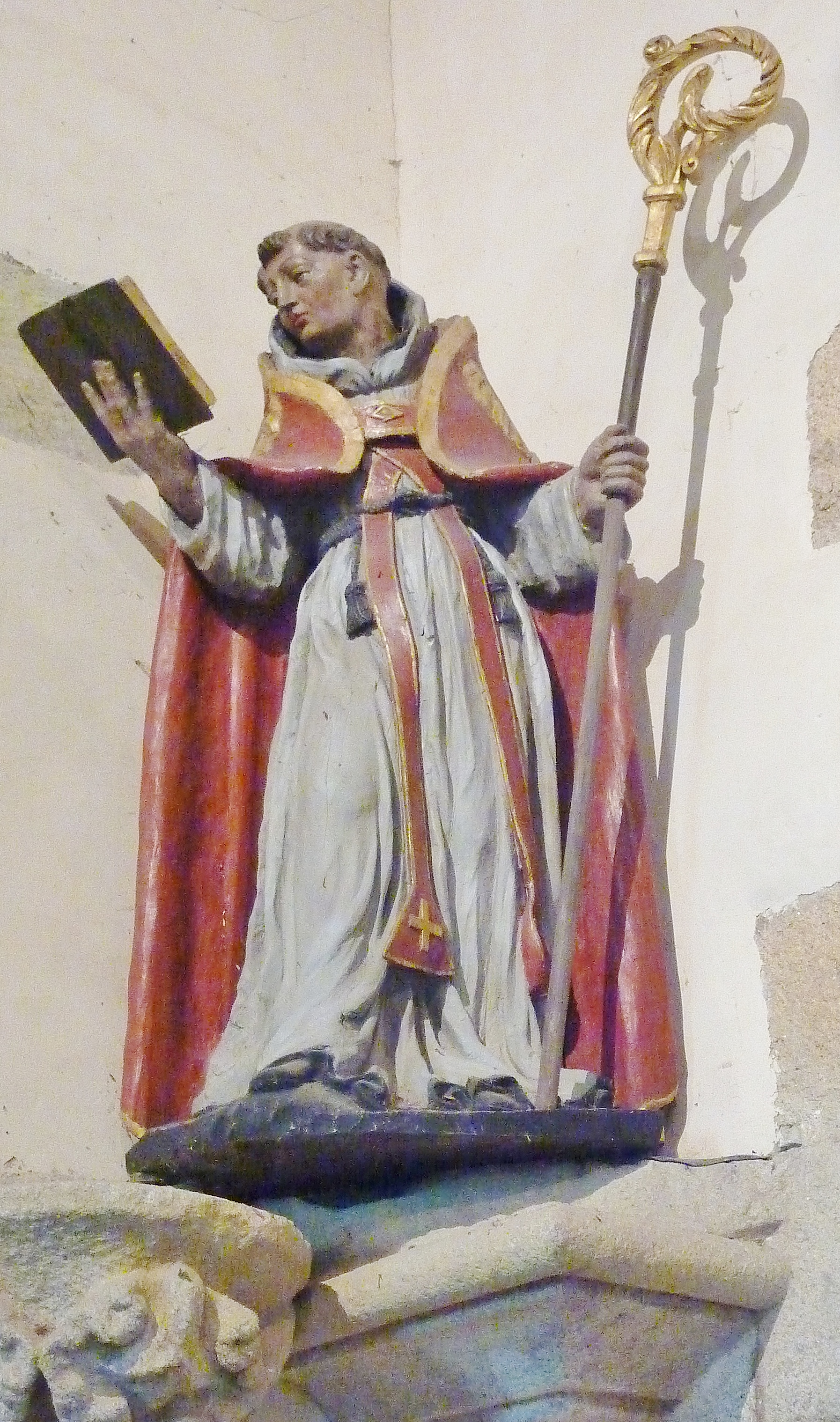
Chapelle Saint-Philibert et Saint-Roch de Moëlan-sur-Mer : statue de saint Philibert.

Reconnu pour sa sainteté et apparenté à de grands aristocrates francs, Philibert n'hésite pas à s'opposer à Ébroïn, le maire du palais de Neustrie et à lui reprocher le sort qu'il a réservé à l'évêque d'Autun, saint Léger torturé puis assassiné trois ans plus tard en 679 sur son ordre,. En riposte, Ebroïn réussit à influencer saint Ouen, qui le met en prison quelques semaines avant de comprendre la malveillance dont il est l'objet mais il maintient toutefois l'interdiction de revenir à Jumièges. Philibert, vers 675, s'expatrie avec quelques moines et rejoint l'Austrasie gouvernée par un autre maire du palais et trouve refuge auprès de l'évêque de Poitiers Ansoald apparenté à Léger. Il se voit confier le monastère de Quincay, fondé récemment par Achard (ou Aicadre), y plaçe des moines et y instaure la règle philibertine. Vers 676, Philibert décide de fonder un nouveau monastère sur l'île d'Her (Noirmoutier) avec l'accord de l'évêque Ansoald, qui le dote de plusieurs terres dont sa villa, située à Déas, qui deviendra l'abbaye de Saint-Philbert-de-Grand-Lieu. Sur l'île, en plus de l'évangélisation, les moines effectuent d'importants travaux : aménagement agricole, irrigation, voies de communication, exploitation du sel et construction des bâtiments monastiques. L'abbaye de Noirmoutier étend son influence par différentes fondations de Philibert, monastère de Beauvoir-sur-Mer sur le site de sa villa d'Ampan dont le port fait face à l'île , toujours avec l'évêque de Poitiers, développement d'un prieuré qui deviendra  l'abbaye royale de Saint-Michel-en-l'Herm, en partie à l'origine du Marais poitevin et, encore sur le littoral au milieu des marais valorisés par l'exploitation du sel, l'abbaye de Luçon.

### Fin de vie
La chute d'Ébroïn permet à Philibert de revenir à Jumièges et Ouen de Rouen lui rend son rôle d'abbé. Devant choisir entre Jumièges et Noirmoutier, en concertation avec Ouen avec lequel il a renoué et Ansoald, il fait nommer Achard, abbé de Quinçay à la tête de l'abbaye de Jumièges et retourne à Noirmoutier. Il y meurt le 20 août 684, à près de 70 ans. Son corps est déposé dans un sarcophage au centre de la crypte de l'abbaye Saint-Philibert de Noirmoutier permettant sa vénération. Son sarcophage est transporté solennellement en 836 à Déas sous la conduite d'Hibold dans l'abbaye de Saint-Philbert-de-Grand-Lieu pour fuir les attaques normandes. La crypte de l'Église Saint-Philbert de Noirmoutier-en-l'Île est le vestige de l'ancienne abbaye devenue église paroissiale; si ses reliques sont translatées jusqu'à l'abbaye Saint-Philibert de Tournus, son tombeau rétabli par la restauration du XIXe siècle se visite dans la crypte romane.
Le sarcophage de saint Philibert est encore conservé et visible dans l'abbaye de Saint-Philbert-de-Grand-Lieu.

## Mémoire et Reliques
De Noirmoutier à Tournus, fuyant les incursions normandes, les reliques de saint Philibert accomplissent un grand périple relaté par Ermentaire de Noirmoutier, passant notamment par Cunault et Messais. Cette translation, qui dure près de quarante ans, assurée par les moines de Noirmoutier sous la conduite de Gilon de Tournus, successeur d'Hibold, donne lieu à plusieurs fondations et à de nombreuses dotations carolingiennes à l'origine d'un grand réseau monastique, elle contribue à sa grande popularité.
Les reliques du saint sont, de nos jours, conservées dans le chœur de l'abbatiale Saint-Philibert de Tournus, à l'intérieur d'un reliquaire, œuvre de l'artiste Goudji. Elles sont malheureusement profanées le 25 janvier 1998, le crâne du saint et deux de ses os ayant été volés.
Des villages portent son nom dans la vallée du Rhône, en Anjou, en Poitou, en Normandie et en Bretagne.

## Théâtre
Dans le spectacle Les Vikings du puy du Fou, Saint-Philibert y fait une apparition importante. 

## Galerie

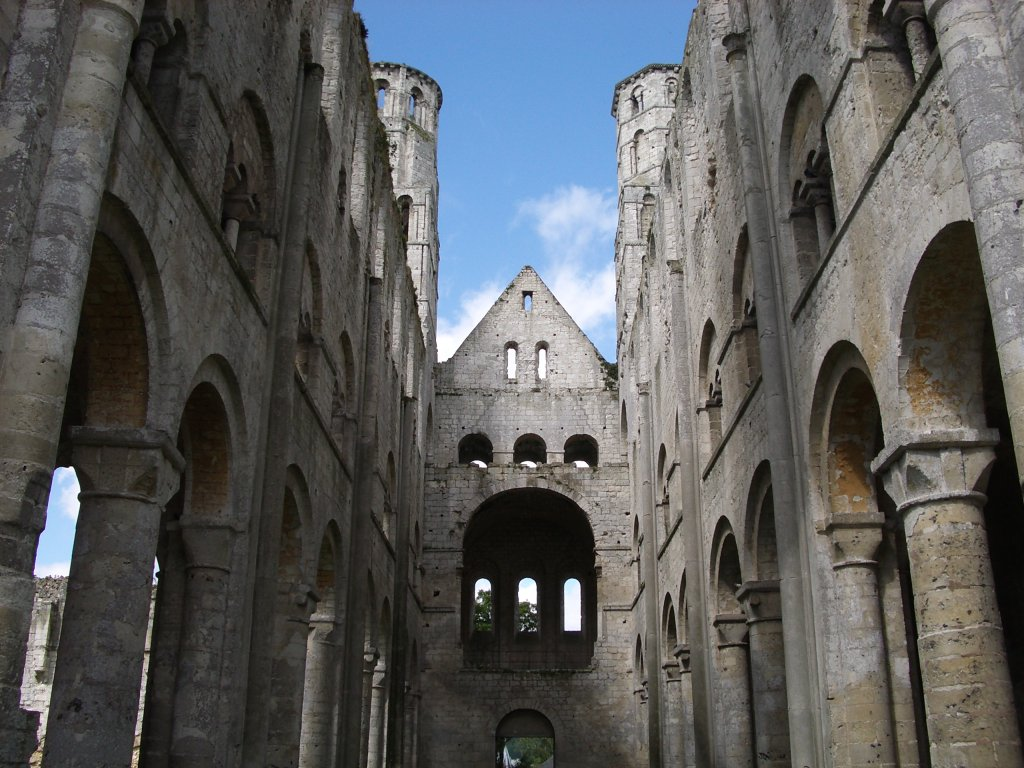
La nef ruinée de l'église abbatiale Notre-Dame de Jumièges en Normandie.
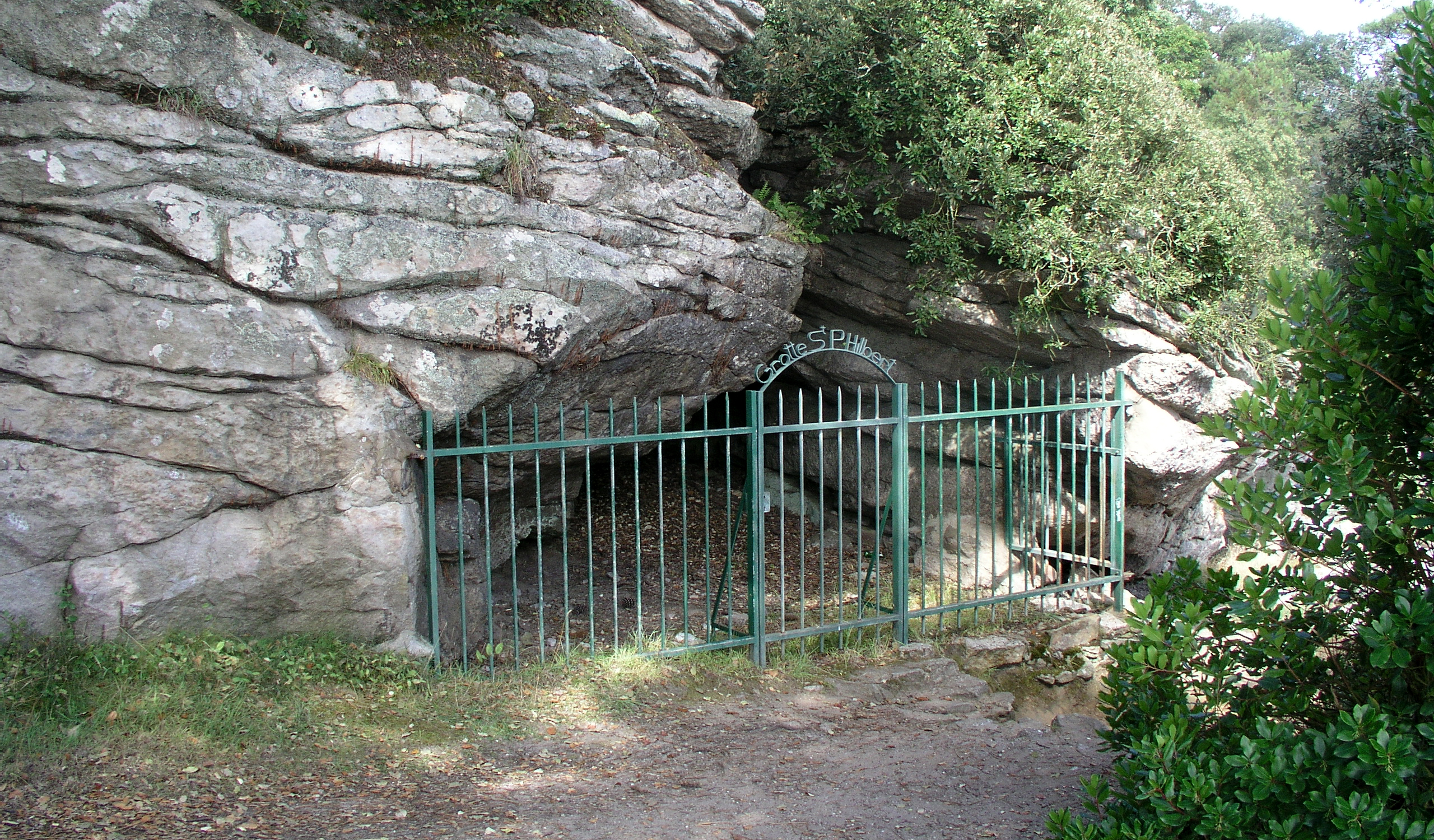
La grotte Saint-Philbert s'ouvre dans le bois de la Chaise, sur la côte orientale de l'île de Noirmoutier.
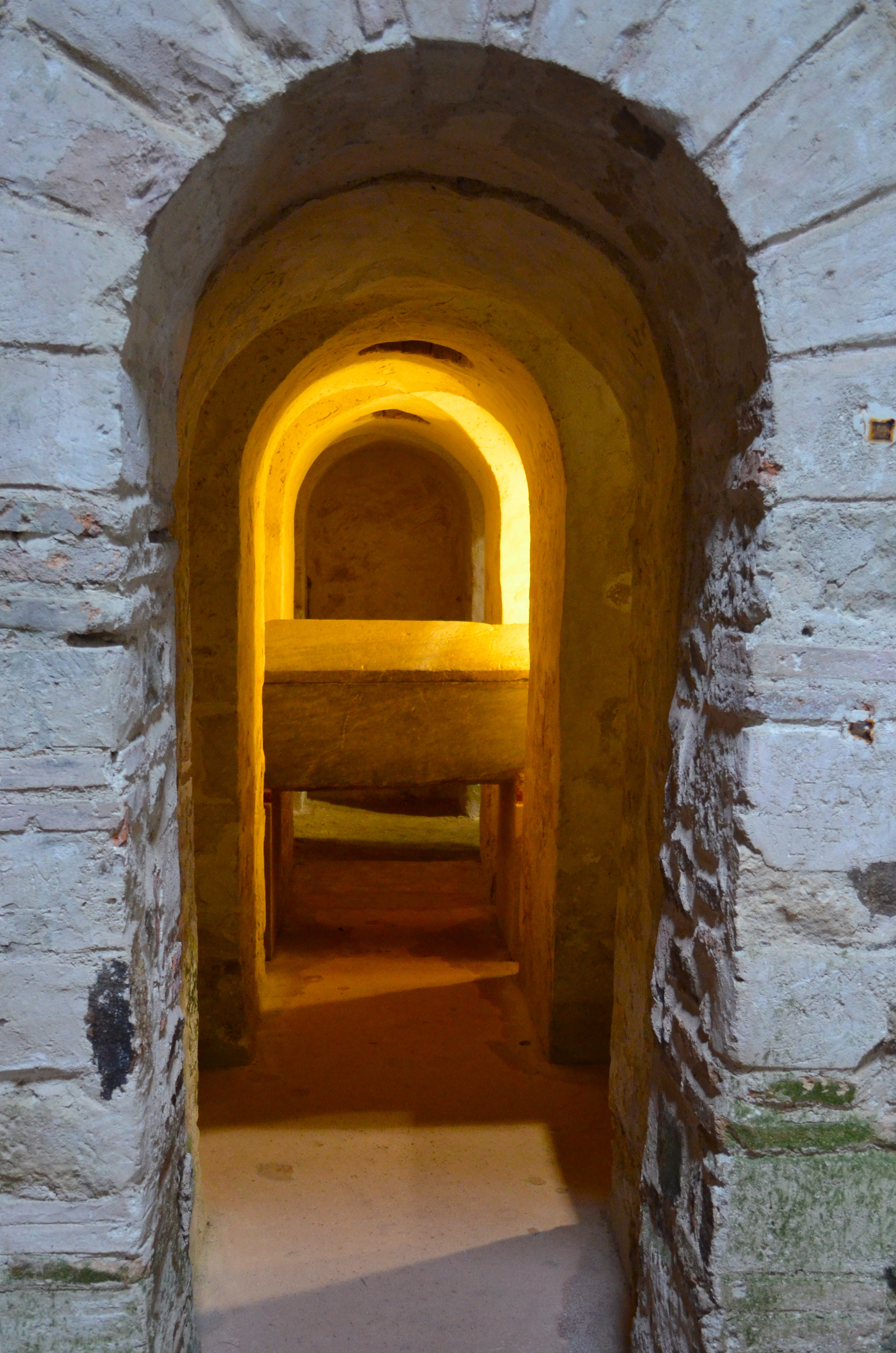
Le sarcophage de saint Philibert dans l'abbatiale de Saint-Philbert-de-Grand-Lieu.
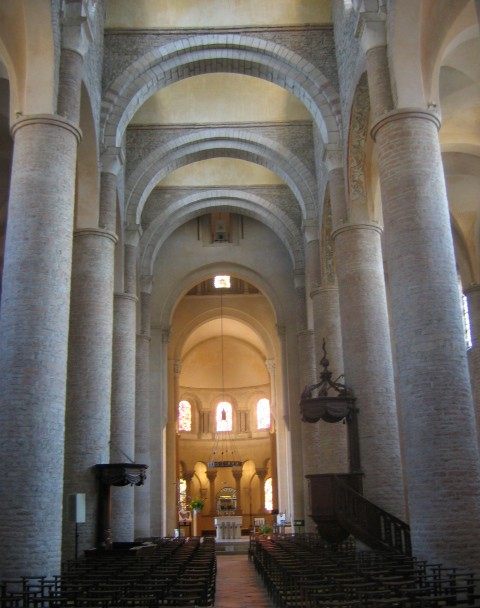
La nef de l'abbatiale Saint-Philibert de Tournus.
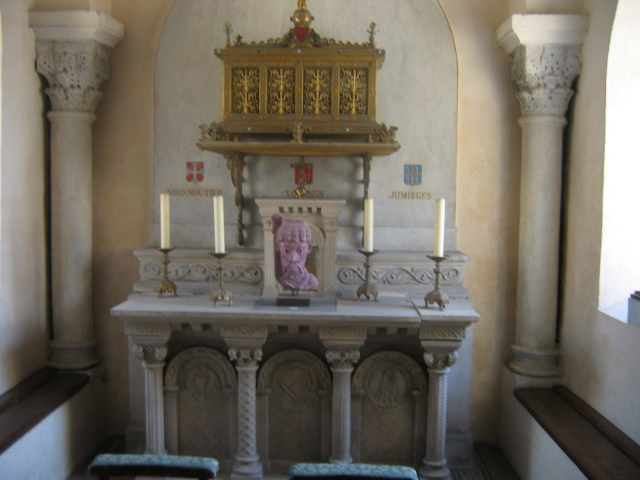
Chapelle et châsse de saint Philibert, abbatiale de Tournus.
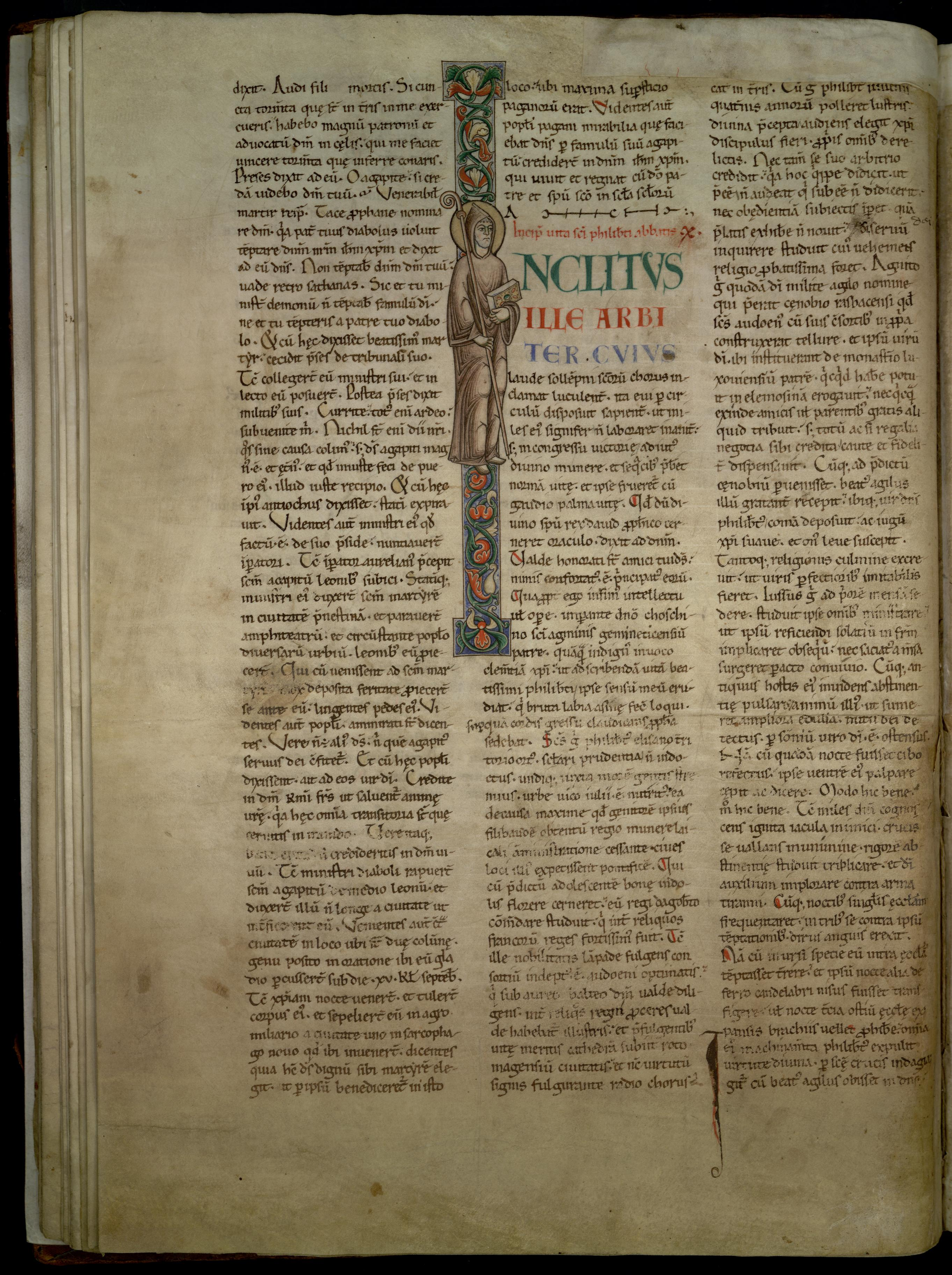
Enluminure du XIIe représentant saint Philibert dans le Légendier de Cîteaux (Dijon, bibliothèque municipale, ms. 641, f. 22v)